# Sterculia cochinchinensis
Sterculia cochinchinensis är en malvaväxtart som beskrevs av Jean Baptiste Louis Pierre. Sterculia cochinchinensis ingår i släktet Sterculia och familjen malvaväxter. Inga underarter finns listade i Catalogue of Life.